# Carol (песня)
«Carol» (с англ. — «Кэрол») — песня, написанная Чаком Берри и выпущенная им в виде сингла в 1958 году (с песней «Hey Pedro» на стороне «Б»). Позже песня вошла в его первый компиляционный альбом Chuck Berry Is on Top (1959 год).

## Кавер-версии

### Версия «Битлз»
Группа «Битлз» записала данную песню для программы «Pop Go The Beatles» на BBC 2 июля 1963 года (передача вышла в эфир 16 июля). В тот же день группа записала ещё несколько песен, к которым, как и к «Carol», больше никогда не обращалась, а именно «That’s All Right (Mama)», «Soldier of Love», «Lend Me Your Comb» и «Clarabella» (ещё одна песня, записанная в тот день, «There’s a Place», уже была выпущена группой на альбоме Please Please Me). Учитывая, что буквально через две недели после данной записи группа приступила к студийной работе над альбомом With The Beatles, можно предположить, что таким образом участники «обкатывали» потенциальный материал для нового альбома.
В 1994 году запись песни «Carol» была опубликована на компиляционном альбоме Live at the BBC; основную вокальную партию исполнял Джон Леннон.

### Версия The Rolling Stones
Версия, записанная группой The Rolling Stones, в 1964 году была опубликована в виде сингла, а также вошла в дебютный альбом группы.
Участники записи:
- Мик Джаггер — вокал
- Кит Ричардс — электрогитара
- Брайан Джонс — электрогитара
- Билл Уаймэн — бас-гитара
- Чарльз Уоттс — ударные
- Иэн Стюарт — клавишные

Живое исполнение данной песни 28 ноября 1969 года (с партией гитары в исполнении Мика Тейлора) было опубликовано на альбоме Get Yer Ya-Ya’s Out! The Rolling Stones in Concert (1970 год).

### Прочие версии
Песню перепевало также множество других исполнителей. Из наиболее известных можно упомянуть The Flamin’ Groovies (1984), Status Quo (1981), The Doors (их живое исполнение песни вошло в альбом Live in Detroit, 2000).
Песня звучит в фильме «Пятый в квартете», рассказывающем о ранней истории группы «Битлз».